# Coppa COSAFA 2000
La Coppa COSAFA 2000 (2000 COSAFA Cup) fu la quarta edizione della Coppa COSAFA, competizione calcistica per nazione organizzata dal Consiglio per le Associazioni Calcistiche dell'Africa del Sud (COSAFA). La competizione si svolse in forma itinerante dal 14 maggio al 27 agosto 2000 e vide la partecipazione di otto squadre: Angola, Lesotho, Malawi, Namibia, Sudafrica, Swaziland, Zambia e Zimbabwe.

## Formula
- Qualificazioni

Angola (come detentore del titolo), Namibia (come finalista dell'edizione precedente) e Swaziland (come semifinalista dell'edizione precedente) sono qualificati direttamente alla fase finale. Rimangono 8 squadre per 5 posti disponibili per la fase finale.
Playoff - 8 squadre, giocano partite di sola andata. Le vincenti e la migliore perdente si qualificano alla fase finale.
- Fase finale

Fase a eliminazione diretta - 8 squadre, giocano partite di sola andata (eccetto la finale andata e ritorno). La vincente si laurea campione COSAFA.

## Squadre partecipanti
| Pr. | Squadra   | Data di qualificazione certa | Partecipante in quanto                                     | Partecipazioni precedenti al torneo | Ultima presenza |
| --- | --------- | ---------------------------- | ---------------------------------------------------------- | ----------------------------------- | --------------- |
| 1   | Angola    | -                            | Rappresentativa della nazione detentrice del titolo        | 2 (1998, 1999)                      | 1999            |
| 2   | Namibia   | -                            | Qualificata di diritto                                     | 3 (1997, 1998, 1999)                | 1999            |
| 3   | Swaziland | -                            | Qualificata di diritto                                     | 1 (1999)                            | 1999            |
| 4   | Zimbabwe  | 5 marzo 2000                 | Vincente del playoff della fase di qualificazione          | 2 (1998, 1999)                      | 1999            |
| 5   | Zambia    | 25 marzo 2000                | Vincente del playoff della fase di qualificazione          | 3 (1997, 1998, 1999)                | 1999            |
| 6   | Malawi    | 15 aprile 2000               | Vincente del playoff della fase di qualificazione          | 1 (1997)                            | 1997            |
| 7   | Sudafrica | 29 aprile 2000               | Vincente del playoff della fase di qualificazione          | 1 (1999)                            | 1999            |
| 8   | Lesotho   | 29 aprile 2000               | Migliore perdente del playoff della fase di qualificazione | 1 (1999)                            | 1999            |

Nella sezione "partecipazioni precedenti al torneo", le date in grassetto indicano che la nazione ha vinto quella edizione del torneo, mentre le date in corsivo indicano la nazione ospitante.

## Fase finale

### Fase a eliminazione diretta

#### Tabellone
|  | Quarti di finale | Quarti di finale | Quarti di finale |  |  | Semifinali | Semifinali | Semifinali |         |   | Finale   | Finale   | Finale | Finale | Finale |  |
|  |                  |                  |                  |  |  |            |            |            |         |   |          |          |        |        |        |  |
|  | Zimbabwe         | Zimbabwe         | 3                |  |  |            |            |            |         |   |          |          |        |        |        |  |
|  | Namibia          | Namibia          | 2                |  |  | Zimbabwe   | Zimbabwe   | 1          |         |   |          |          |        |        |        |  |
|  | Sudafrica        | Sudafrica        | 2                |  |  | Sudafrica  | Sudafrica  | 0          |         |   |          |          |        |        |        |  |
|  | Swaziland        | Swaziland        | 0                |  |  |            |            |            |         |   | Zimbabwe | Zimbabwe | 3      | 3      | 6      |  |
|  | Malawi           | Malawi           | 0 (4)            |  |  |            |            | Lesotho    | Lesotho | 0 | 0        | 0        |        |        |        |  |
|  | Angola           | Angola           | 0 (5)            |  |  | Angola     | Angola     | 1          |         |   |          |          |        |        |        |  |
|  | Lesotho          | Lesotho          | 0 (3)            |  |  | Lesotho    | Lesotho    | 2          |         |   |          |          |        |        |        |  |
|  | Zambia           | Zambia           | 0 (1)            |  |  |            |            |            |         |   |          |          |        |        |        |  |

#### Quarti di finale
| Arbitro: | Massango |

|                            |           |                         |
| Petros 67’, 76’ Mugeyi 68’ | Marcatori | 79’ Benjamin 89’ Nauseb |

| Arbitro: | Mathebela |

|                                              |                      |                                  |
| Chitsulo Mabedi Mpinganjira Somanje Kanyenda | Tiri di rigore 4 – 5 | Covilha Bodunha Miro Renato Joni |

| Arbitro: | Mlangeni |

|                            |                      |                             |
| Pheko Makhele Makara Thite | Tiri di rigore 3 – 1 | Mwewa Lota Kumwenda Milanzi |

| Arbitro: | Pomane |

|                  |           |  |
| Buckley 11’, 18’ | Marcatori |  |

#### Semifinali
| Arbitro: | Sesikwe |

|                           |           |          |
| Maseela 84’ Ntsonyana 89’ | Marcatori | 30’ Akwá |

| Arbitro: | Langwenywa |

|  |           |           |
|  | Marcatori | 11’ Tembo |

#### Finale
| Arbitro: | Nunkoo |

|  |           |                                            |
|  | Marcatori | 9’ (aut.) Mahlakajoe 41’ Mugeyi 52’ Petros |

| Arbitro: | Williams |

|                                              |           |  |
| Petros 15’ (rig.) Chisango 75’ Mwaruwari 78’ | Marcatori |  |